# London Borough of Harrow

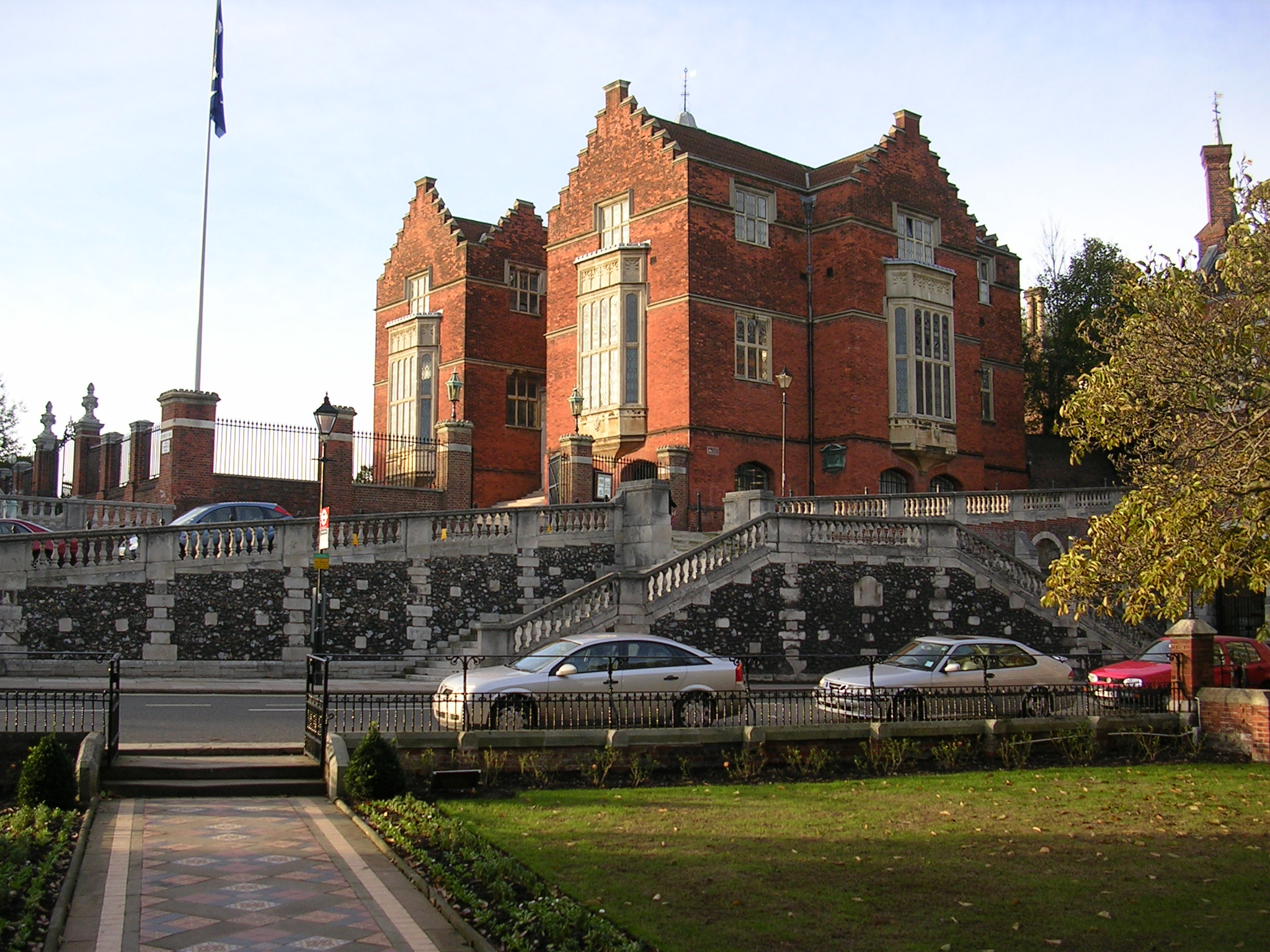
Zabytkowy gmach Harrow School, istniejącej od XIII wieku

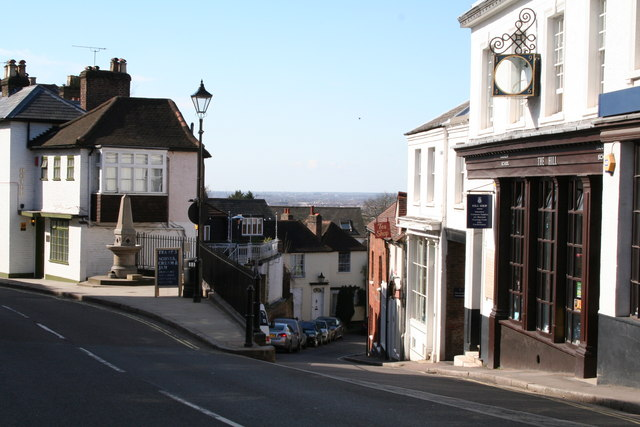
Harrow on the Hill

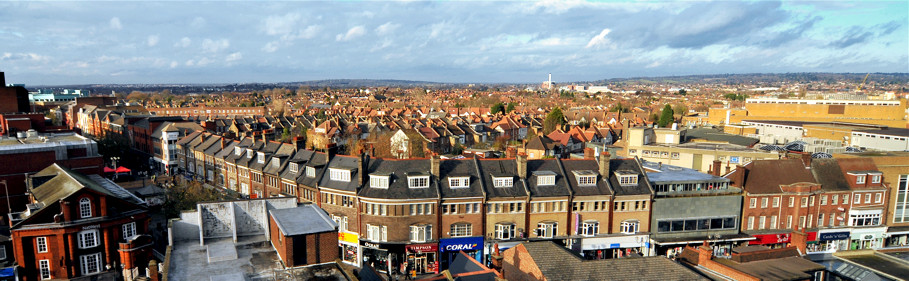
Panorama Harrow on the Hill

London Borough of Harrow – jedna z 32 gmin Wielkiego Londynu położona w jego północno-zachodniej części. Wraz z 19 innymi gminami wchodzi w skład tzw. Londynu Zewnętrznego. Władzę stanowi Rada Gminy Harrow (ang. Harrow Council).

## Historia
Gminę utworzono w 1965 roku na podstawie ustawy London Government Act 1963 z obszaru Harrow (ang. Municipal Borough of Harrow) utworzonego w 1954 roku, który to z kolei powstał w 1934 roku jako dystrykt miejski w ramach hrabstwa Middlesex.
W trakcie Bitwy o Anglię na terenie gminy mieściła się główna siedziba RAF Fighter Command.

## Geografia
Gmina Harrow ma powierzchnię 50,47 km², graniczy od zachodu z Hillingdon, od południa z Ealing, od południowego wschodu z Brent, od wschodu z Barnet, zaś od północy kolejno z dystryktami Three Rivers i Hertsmere w hrabstwie Hertfordshire.
W skład gminy Harrow wchodzą następujące obszary:
| - Belmont - Canons Park - Greenhill - Harrow - Harrow on the Hill - Harrow Weald - Hatch End - Headstone - Kenton (także w Brent) - North Harrow - Little Stanmore | - Pinner - Pinner Green - Queensbury (także w Brent) - Rayners Lane - Roxeth - South Harrow - Stanmore - Sudbury (także w Brent) - Wealdstone - West Harrow |

Gmina dzieli się na 21 okręgów wyborczych które nie pokrywają się dokładnie z podziałem na obszary, zaś mieszczą się w trzech rejonach tzw. borough constituencies – Harrow West, Harrow East i Ruislip, Northwood and Pinner.
| - Belmont (Harrow East) - Canons (Harrow East) - Edgware (Harrow East) - Greenhill (Harrow West) - Harrow on the Hill (Harrow West) - Harrow Weald (Harrow East) - Hatch End (Ruislip, Northwood and Pinner) - Headstone North (Harrow West) - Headstone South (Harrow West) - Kenton East (Harrow East) - Kenton West (Harrow East) | - Marlborough (Harrow West) - Pinner (Ruislip, Northwood and Pinner) - Pinner South (Ruislip, Northwood and Pinner) - Queensbury (Harrow East) - Rayners Lane (Harrow West) - Roxbourne (Harrow West) - Roxeth (Harrow West) - Stanmore Park (Harrow East) - Wealdstone (Harrow East) - West Harrow (Harrow West) |

## Demografia
W 2011 roku gmina Harrow miała 239 056 mieszkańców.
Podział mieszkańców według grup etnicznych na podstawie spisu powszechnego z 2011 roku:
| - Biali Brytyjczycy: 73 826 (30,9%) - Biali Irlandczycy: 7 336 (3,1%) - Irish Travellers: 181 (0,1%) - Pozostali biali: 19 648 (8,2%) - Mieszani Karaibowie: 2 344 (1,0%) - Mieszani Afrykanie: 1 053 (0,4%) - Mieszani Azjaci: 3 417 (1,4%) - Pozostali mieszani: 2 685 (1,1%) - Hindusi: 63 051 (26,4%) | - Pakistańczycy: 7 797 (3,3%) - Banglijczycy: 1 378 (0,6%) - Chińczycy: 2 629 (1,1%) - Pozostali Azjaci: 26 953 (11,3%) - Czarni Afrykanie: 8 526 (3,6%) - Czarni Karaibowie: 6 812 (2,8%) - Pozostali czarni: 4 370 (1,8%) - Arabowie: 3 708 (1,6%) - Pozostałe grupy etniczne: 3 342 (1,4%) |

Podział mieszkańców według wyznania na podstawie spisu powszechnego z 2011 roku:
- Chrześcijaństwo –  37,3%
- Islam – 12,5%
- Hinduizm – 25,3%
- Judaizm – 4,4%
- Buddyzm – 1,1%
- Sikhizm – 1,2%
- Pozostałe religie – 2,5%
- Bez religii – 9,6%
- Nie podana religia – 6,2%

Podział mieszkańców według miejsca urodzenia na podstawie spisu powszechnego z 2011 roku:
| - Wielka Brytania (132 007 – 55,22%) - Indie (21 539 – 9,01%) - Kenia (11 706 – 4,90%) - Sri Lanka (10 392 – 4,35%) - Irlandia (4 953 – 2,07%) - Rumunia (4 784 – 2,00%) - Polska (3 868 – 1,62%) - Pakistan (3 582 – 1,50%) - Somalia (2 241 – 0,94%) - Jamajka (1 691 – 0,71%) - Niemcy (1 446 – 0,60%) - Iran (1 198 – 0,50%) - Francja (1142 – 0,48%) - Nigeria (1 154 – 0,48%) | - Południowa Afryka (1 074 – 0,45%) - Ghana (866 – 0,36%) - Filipiny (789 – 0,33%) - Portugalia (762 – 0,32%) - Bangladesz (700 – 0,29%) - Stany Zjednoczone (683 – 0,29%) - Włochy (678 – 0,28%) - Chiny (606 – 0,25%) - Litwa (550 – 0,23%) - Zimbabwe (462 – 0,19%) - Hiszpania (412 – 0,17%) - Turcja (385 – 0,16%) - Australia (358 – 0,15%) - pozostali (29 028 – 12,14%) |

## Transport

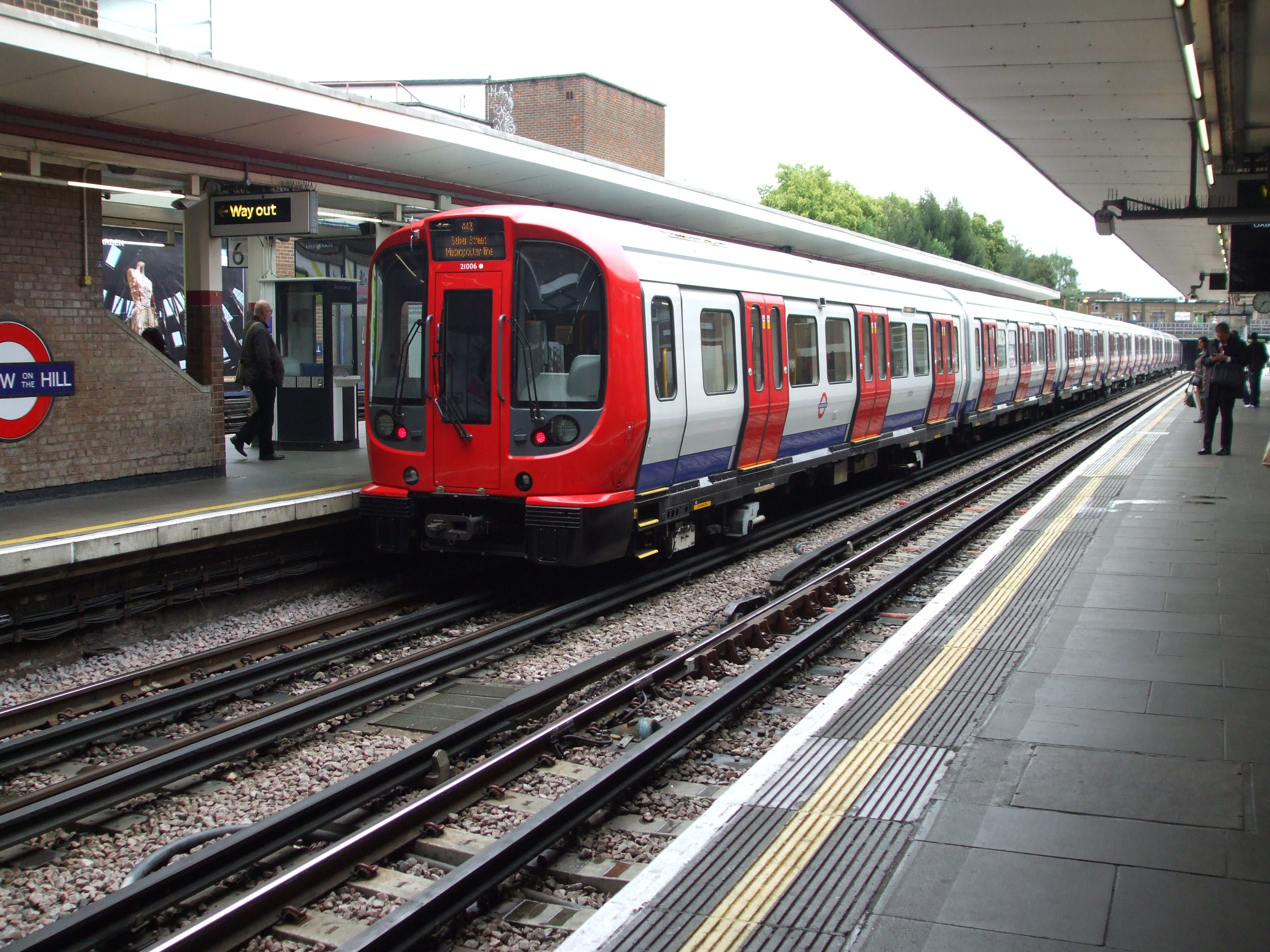
stacja Harrow-on-the-Hill

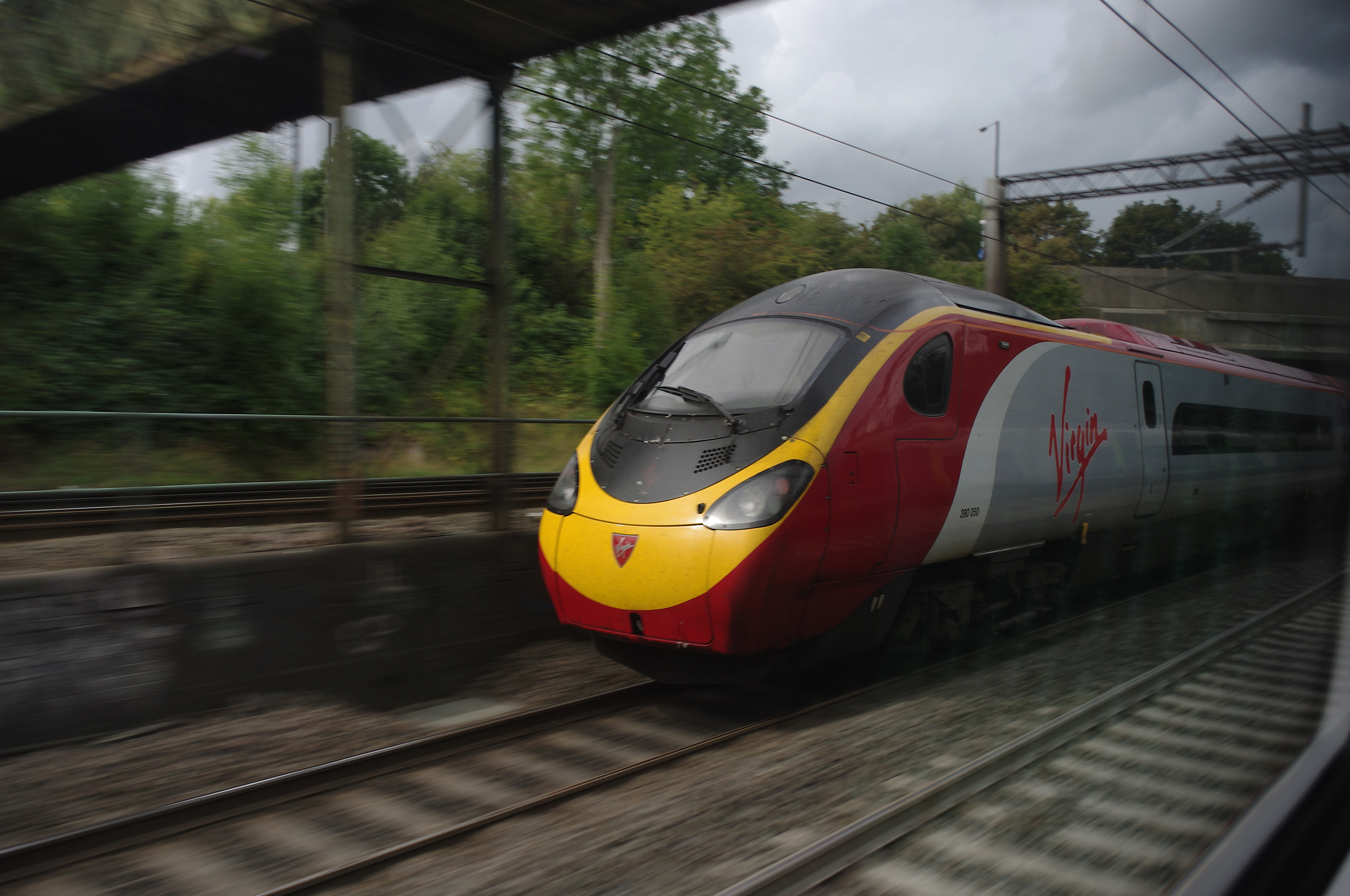
Pendolino Class 390 w pobliżu stacji Headstone Lane

Przez Harrow przebiegają cztery linie metra: Bakerloo Line, Jubilee Line, Metropolitan Line i Piccadilly line.
Stacje metra:
- Canons Park – Jubilee Line
- Harrow & Wealdstone – Bakerloo Line
- Harrow-on-the-Hill – Metropolitan Line
- Kenton (na granicy z Brent) – Bakerloo Line
- North Harrow – Metropolitan Line
- Pinner – Metropolitan Line
- Rayners Lane – Metropolitan Line i Piccadilly line
- South Harrow – Piccadilly line
- Stanmore – Jubilee Line
- Sudbury Hill  (na granicy z Brent i Ealing) – Piccadilly line
- West Harrow – Metropolitan Line

Pasażerskie połączenia kolejowe na terenie Harrow obsługują przewoźnicy Chiltern Railways, London Midland, Southern i London Overground.  
Stacje kolejowe:
- Harrow & Wealdstone
- Harrow-on-the-Hill
- Northolt Park (na granicy z Ealing)
- Sudbury Hill Harrow

Stacje London Overground:
- Harrow & Wealdstone
- Hatch End
- Headstone Lane
- Kenton (na granicy z Brent)

## Miejsca i muzea
- Harrow Museum[10]
- Harrow Arts Centre[11]
- RAF Bentley Priory[12]

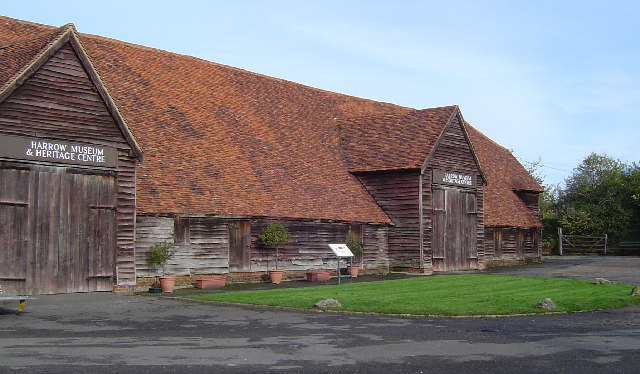
Harrow Museum

- kościół St. Mary’s - Harrow on the Hill[13]
- kościół St Lawrence Little Stanmore Whitchurch[14]
- Stanmore Golf Club[15]
- Harrow Hill Golf Course[16]
- Pinner Hill Golf Club[17]
- Grims Dyke Golf Course[18]

## Edukacja

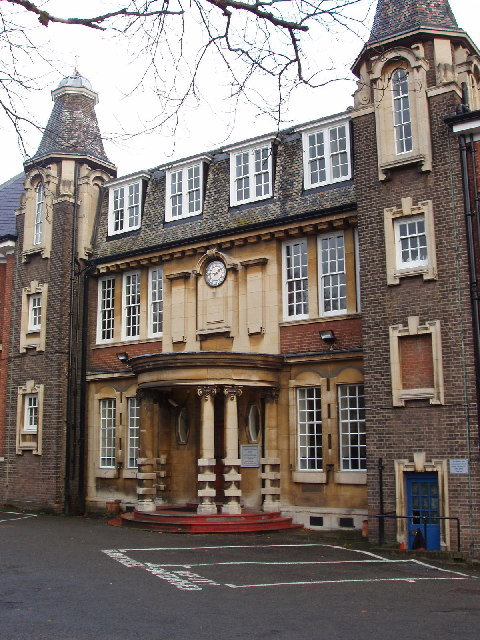
Harrow High School

- Middlesex Academy of Business and Management[19]
- North London Collegiate School[20]
- Harrow School[21]
- Harrow High School[22]
- Harrow College[23]
- Rooks Heath College[24]
- Bentley Wood High School[25]
- Canons High School[26]
- Hatch End High School[27]
- Nower Hill High School[28]
- Park High School[29]
- Sacred Heart College[30]
- Salvatorian College[31]
- Whitmore High School[32]
- London Institute Of Technical Education[33]
- John Lyon School[34]
- Heathfield School[35]
- Middlesex College Of Law[36]

## Znane osoby
W Harrow urodzili się m.in.
- Billy Idol – muzyk
- Elton John – piosenkarz, kompozytor i pianista
- Roger Bannister – lekkoatleta
- Theo Walcott – piłkarz
- Gavin Harrison – perkusista rockowy
- Rebecca Clarke – kompozytorka i skrzypaczka
- Ian Dury – wokalista i aktor
- Richard Wright – muzyk
- Patrick Moore – astronom amator, prezenter telewizyjny i pisarz
- Ronald Lacey – aktor
- Ciaran Clark – piłkarz
- Tom Fletcher – muzyk
- Dev Patel – aktor
- Anthony Horowitz – pisarz i scenarzysta
- Guy Butler – lekkoatleta
- Peter André – wokalista